# Paul Dombrecht
Paul Dombrecht (né en 1948 à Ostende) est un hautboïste belge.

## Biographie
Paul Dombrecht est le fils de Stefaan Dombrecht, organiste à Ostende.
Il emploie le hautbois moderne, jouant l'intégralité du répertoire des XIXe et XXe siècles. Mais il s'est surtout spécialisé dans le répertoire ancien, jouant sur instruments d'époque.
Paul Dombrecht est également le chef d'orchestre et le directeur artistique de l'orchestre baroque Il Fondamento, de l'ensemble à vents Octophoros et du Paul Dombrecht Consort.
Paul Dombrecht a une importante discographie avec des enregistrements réalisés pour divers labels musicaux, dont Seon Records, Harmonia Mundi, Astrée, Naïve Records, Accent Records, Vanguard, Passacaille et Fuga Libera.
Il était professeur au Conservatoire royal de Bruxelles et donne régulièrement des master-classes en Espagne, en Italie, en Turquie, en Allemagne, en Grèce et en Israël.

## Discographie
- Juan Crisóstomo de Arriaga. O salutaris Hostia. Stabat Mater dolorosa. Air d'Œdipe à Colone. Herminie. Air de Médée. Duo de Ma Tante Aurore. Agar dans le désert. Il Fondamento, Paul Dombrecht. Fuga Libera FUG515. 2005